# Spassk (Oblast' di Penza)
Spassk è una città della Russia europea centrale (oblast' di Penza), situata sul versante occidentale delle alture del Volga, 162 km a nordovest del capoluogo Penza; dipende amministrativamente dallo Spasskij rajon, del quale è capoluogo.

## Società

### Evoluzione demografica
Fonte: mojgorod.ru
- 1897: 6.000
- 1939: 6.700
- 1959: 6.300
- 1979: 7.900
- 1989: 8.300
- 2007: 7.200